# Usedom
Usedom (em alemão: AFI: [ˈuːzədɔm], ouvirⓘ; em polonês/polaco:  Uznam) é uma ilha da Alemanha e Polónia, no extremo nordeste da Alemanha e extremo noroeste da Polónia, no Mar Báltico. Pertence à região alemã da Pomerânia Ocidental (Ostvorpommern), distrito de Pomerânia Oriental, excepto a vila polaca de Świnoujście, na parte mais oriental da ilha. Tem uma área total de 445 km² (dos quais 373 km² na parte alemã e 72 km² na parte polaca) e uma população total de 76500 pessoas (31500 na Alemanha e e 45000 na Polónia).

## História
Durante as semanas finais da Segunda Guerra Mundial em março de 1945, um total de 671 bombardeiros da Força Aérea dos Estados Unidos soltaram 1600 toneladas de bombas sobre a ilha ocasionando 23000 vítimas mortais.
Ao finalizar a guerra, a ilha foi dividida e cerca de 16 % do total passaram para administração da Polónia.
A situação da fronteira Alemanha-Polónia mudou radicalmente depois da entrada da Polónia como membro da União Europeia em maio de 2004.
O turismo é a principal indústria desta ilha, famosa pelos seus três "Kaiserbäder" (balneários marítimos imperiais) Ahlbeck, Heringsdorf e Bansin. Heringsdorf recebeu o título "balneário do cáiser" Guilherme I da Alemanha em 1879.

## Galeria

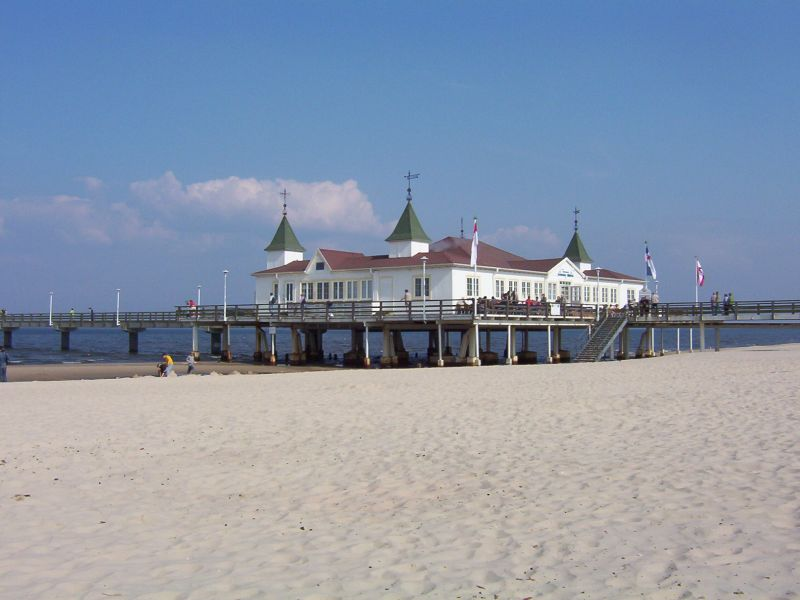
Ahlbeck pier
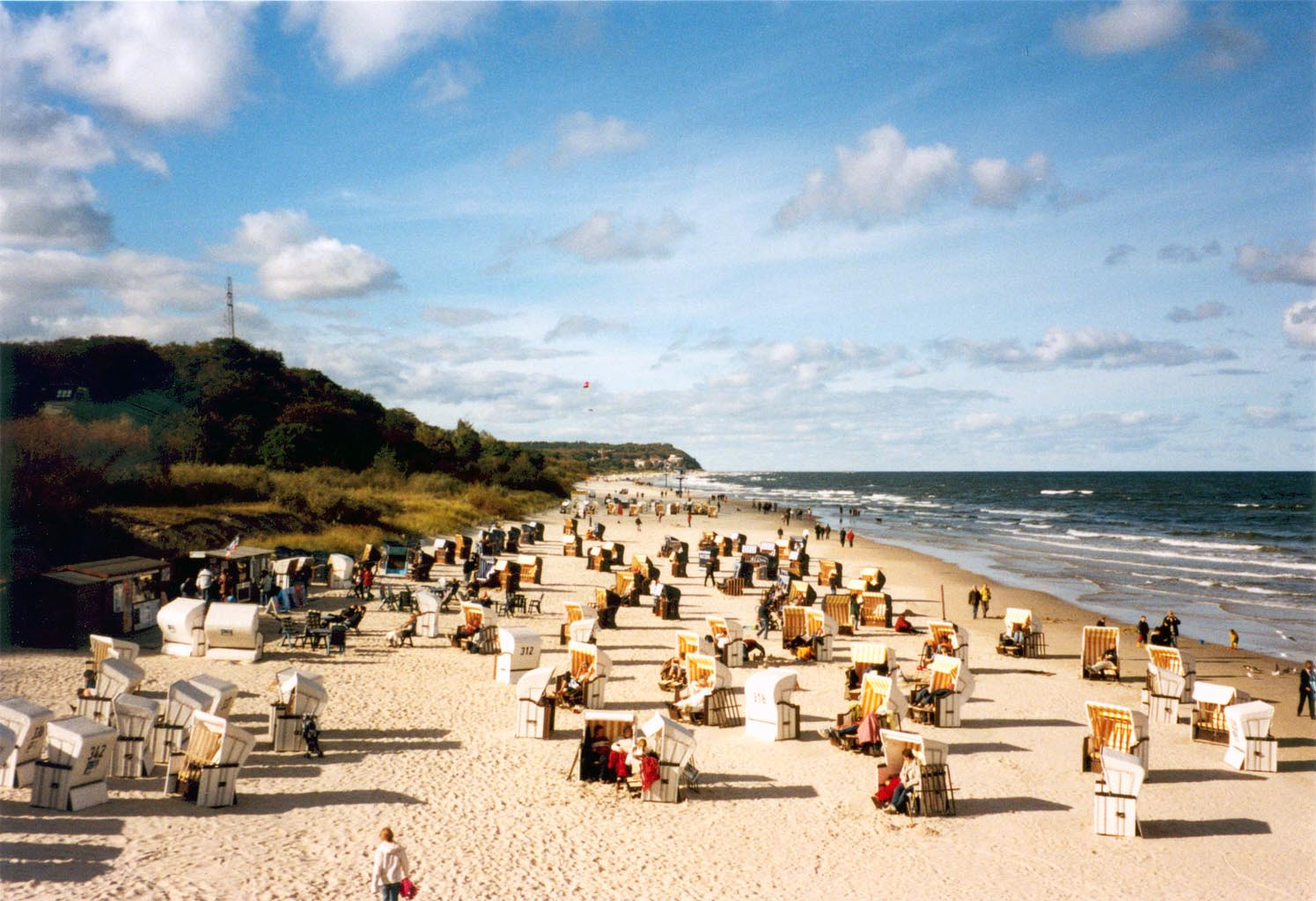
Praia de Heringsdorf
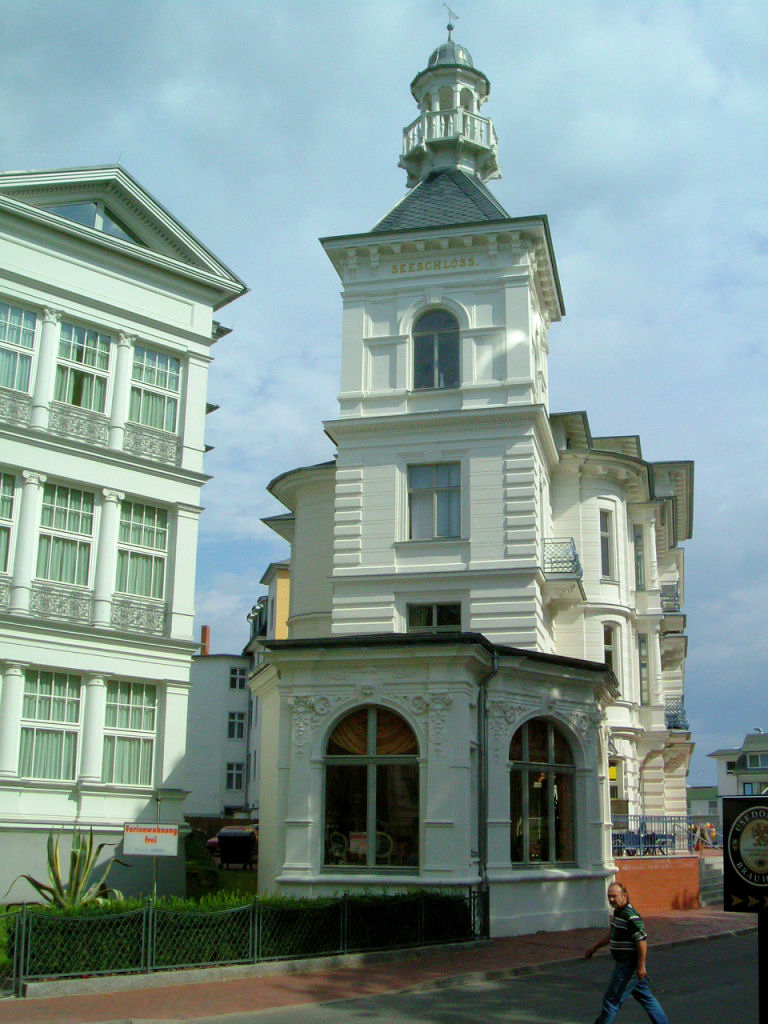
Bäderarchitektur de Heringsdorf
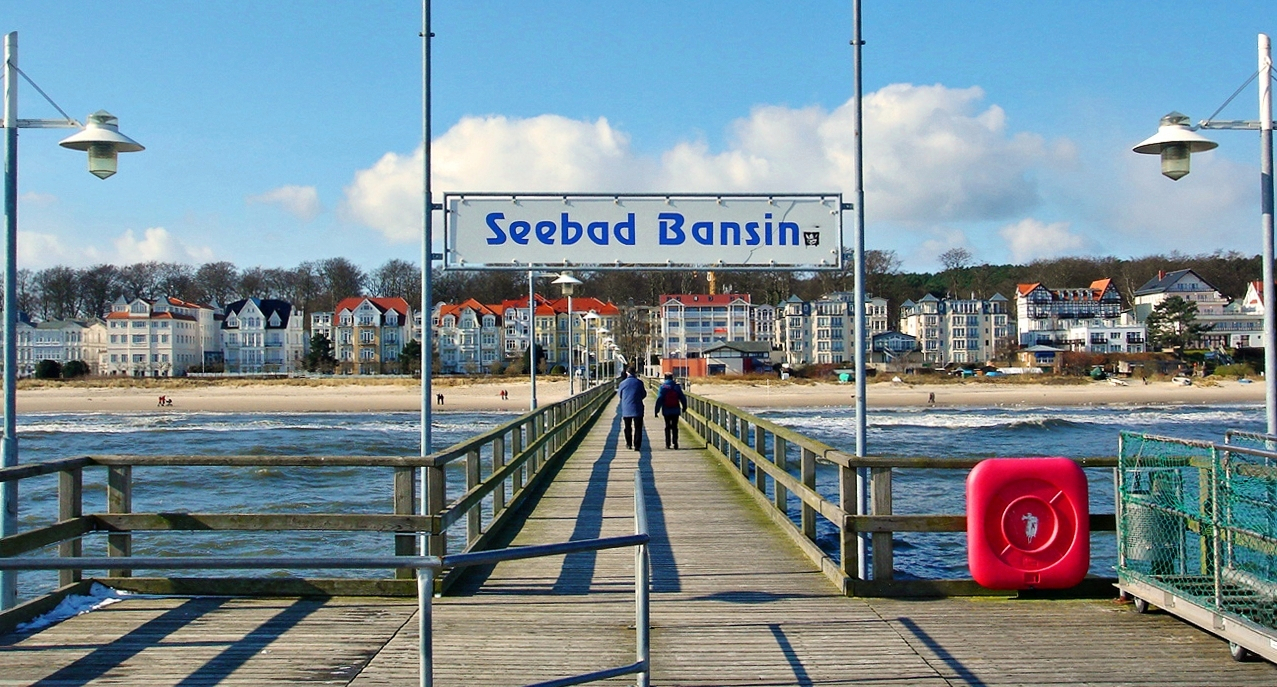
Bansin passeio visto do cais

→  Media relacionados com Usedom no Wikimedia Commons